# Перетворення Лапласа
Перетворення Лапла́са — інтегральне перетворення, що пов'язує функцію {\displaystyle \ F(s)} комплексної змінної (зображення) з функцією {\displaystyle \ f(x)} дійсної змінної (оригінал). За його допомогою досліджують властивості динамічних систем і розв'язуються диференціальні і інтегральні рівняння.
Однією з особливостей перетворення Лапласа, які зумовили його широке поширення в наукових і інженерних розрахунках, є те, що багатьом співвідношенням і операціям над оригіналами відповідають простіші співвідношення між їхніми зображеннями. Так, згортка двох функцій зводиться в просторі зображень до операції множення, а лінійні диференціальні рівняння стають алгебраїчними.

## Означення

### Пряме перетворення Лапласа
Перетворенням Лапласа функції дійсної змінної {\displaystyle \ f(x)}, називається функція {\displaystyle \ F(s)} комплексної змінної {\displaystyle s=\sigma +i\omega \,}, така що:
{\displaystyle F(s)={\mathcal {L}}\left\{f(t)\right\}=\int \limits _{0^{.}}^{\infty }\limits \!e^{-st}f(t)\,dt.}
Права частина цього виразу називається інтегралом Лапласа.

### Обернене перетворення Лапласа
Оберненим перетворенням Лапласа функції комплексної змінної {\displaystyle \ F(s)}, називається функція {\displaystyle \ f(x)} дійсної змінної, така що:
{\displaystyle f(x)={\mathcal {L}}^{-1}\{F(s)\}={\frac {1}{2\pi i}}\int \limits _{\sigma _{1}-i\cdot \infty }^{\sigma _{1}+i\cdot \infty }\limits \!e^{sx}F(s)\,ds,}
де {\displaystyle \sigma _{1}\ } — деяке дійсне число. Права частина цього виразу називається інтегралом Бромвіча.

### Двостороннє перетворення Лапласа
Двостороннє перетворення Лапласа визначається таким чином:
{\displaystyle F(s)={\mathcal {L}}\left\{f(x)\right\}=\int \limits _{-\infty }^{+\infty }\limits \!e^{-sx}f(x)\,dx.}

### Дискретне перетворення Лапласа
Розрізняють {\displaystyle \ D}-перетворення і {\displaystyle \ Z}-перетворення.
- {\displaystyle \ D}-перетворення

Нехай {\displaystyle x_{d}\left({t}\right)=\sum \limits _{n=0}^{\infty }{x\left({nT}\right)\cdot \delta \left({t-nT}\right)}} — дискретна функція, тобто значення цієї функції визначені тільки в дискретні моменти часу {\displaystyle \ nT}, де {\displaystyle \ n} — ціле число, а {\displaystyle \ T} — період дискретизації.

Тоді, застосовуючи перетворення Лапласа, одержуємо:

{\displaystyle {\mathcal {D}}\left\{{x_{d}\left(t\right)}\right\}=\sum \limits _{n=0}^{\infty }{x\left({nT}\right)\cdot e^{-snT}}}
- {\displaystyle \ Z}-перетворення

Якщо використати наведену заміну змінних:

{\displaystyle \ z=e^{sT}},

одержимо Z-перетворення:

{\displaystyle {\mathcal {Z}}\left\{{x_{d}\left({t}\right)}\right\}=\sum \limits _{n=0}^{\infty }{x\left({nT}\right)\cdot z^{-n}}}

## Властивості
- Абсолютна збіжність

Якщо інтеграл Лапласа є абсолютно збіжним при {\displaystyle \sigma =\sigma _{0}}, тобто існує границя
{\displaystyle \lim _{b\to \infty }\int \limits _{0}^{b}\limits \!|f(x)|e^{-\sigma _{0}x}\,dx=\int \limits _{0}^{\infty }\limits \!|f(x)|e^{-\sigma _{0}x}\,dx},
то він є збіжним абсолютно і рівномірно для {\displaystyle \sigma \geqslant \sigma _{0}} і {\displaystyle F(s)} — аналітична функція при {\displaystyle \sigma \geqslant \sigma _{0}} ({\displaystyle \sigma =\operatorname {\mathrm {Re} } \,s} — дійсна частина комплексної змінної {\displaystyle s}). Точна нижня грань {\displaystyle \sigma _{a}} множини чисел {\displaystyle \sigma }, при яких ця умова виконується, називається абсцисою абсолютної збіжності перетворення Лапласа для функції {\displaystyle f(x)}.
- Достатні умови існування прямого перетворення Лапласа

Перетворення Лапласа {\displaystyle {\mathcal {L}}\{f(x)\}} існує в сенсі абсолютної збіжності в наступних випадках:
1. Випадок {\displaystyle \sigma \geqslant 0}: перетворення Лапласа існує, якщо існує інтеграл {\displaystyle \int \limits _{0}^{\infty }\limits \!|f(x)|\,dx}
2. Випадок {\displaystyle \sigma >\sigma _{a}}: перетворення Лапласа існує, якщо інтеграл {\displaystyle \int \limits _{0}^{x_{1}}\limits \!|f(x)|\,dx} існує для кожного скінченного {\displaystyle x_{1}>0} и {\displaystyle |f(x)|\leqslant Ke^{\sigma _{a}x}} для {\displaystyle x>x_{2}\geqslant 0}
3. Випадок {\displaystyle \sigma >0} або {\displaystyle \sigma >\sigma _{a}} (яка із границь більша): перетворення Лапласа існує,якщо існує перетворення Лапласа для функції {\displaystyle f'(x)} (похідна до {\displaystyle f(x)}) для {\displaystyle \sigma >\sigma _{a}}.

- Достатні умови існування оберненого перетворення Лапласа

1. Якщо {\displaystyle F(s)} — аналітична функція для {\displaystyle \sigma \geqslant \sigma _{a}} і має порядок менше −1, то обернене перетворення для неї існує і є неперервним для всіх значень аргумента, причому {\displaystyle {\mathcal {L}}^{-1}\{F(s)\}=0} для {\displaystyle t\leqslant 0}
2. Нехай {\displaystyle F(s)=\varphi [F_{1}(s),F_{2}(s),\dots ,F_{n}(s)]}, так щоб {\displaystyle \varphi (z_{1},z_{2},\dots ,z_{n})} аналітична відносно кожного {\displaystyle z_{k}} і рівна нулю для {\displaystyle z_{1}=z_{2}=\dots =z_{n}=0}, і {\displaystyle F_{k}(s)={\mathcal {L}}\{f_{k}(x)\{(\sigma >\sigma _{ak}\colon k=1,2,\dots ,n)}, тоді обернене перетворення існує і відповідне пряме перетворення має абсцису абсолютної збіжності.
- Теорема про згортку

Перетворенням Лапласа згортки двох оригіналів є добуток зображень цих оригіналів.
{\displaystyle {\mathcal {L}}\{f(x)*g(x)\}={\mathcal {L}}\{f(x)\}\cdot {\mathcal {L}}\{g(x)\}}
- Множення зображень

{\displaystyle f(x)g(0)+\int \limits _{0}^{x}\limits \!f(x-\tau )g'(\tau )\,d\tau ={\mathcal {L}}^{-1}\{sF(s)G(s)\}}
Ліва частина цього виразу називається інтегралом Дюамеля.
- Диференціювання і інтегрування оригіналу

Для перетворення Лапласа від похідної функції виконується рівність:
{\displaystyle {\mathcal {L}}\{f'(x)\}=s\cdot F(s)-f(0^{+})}
Для похідної {\displaystyle n}-го порядку:
{\displaystyle {\mathcal {L}}\left\{f^{(n)}(x)\right\}=s^{n}\cdot F(s)-s^{n-1}f(0^{+})-\dots -f^{(n-1)}(0^{+})}
Перетворення Лапласа від інтеграла функції дорівнює:
{\displaystyle {\mathcal {L}}\left\{\int \limits _{0}^{x}\limits \!f(t)\,dt\right\}={\frac {F(s)}{s}}}
- Диференціювання та інтегрування зображення

Обернене перетворення Лапласа від похідної функції дорівнює:
{\displaystyle {\mathcal {L}}^{-1}\{F'(s)\}=-xf(x)}
Обернене перетворення Лапласа від інтеграла функції дорівнює:
{\displaystyle {\mathcal {L}}^{-1}\left\{\int \limits _{s}^{+\infty }\limits \!F(s)\,ds\right\}={\frac {f(x)}{x}}}
- Запізнення оригіналів і зображень. Граничні теореми

Запізнення зображень:
{\displaystyle {\mathcal {L}}\left\{e^{ax}f(x)\right\}=F(s-a)}
{\displaystyle {\mathcal {L}}^{-1}\left\{F(s-a)\right\}=e^{ax}f(x)}
Запізнення оригіналів:
{\displaystyle {\mathcal {L}}\left\{f(t-a)u(t-a)\right\}=e^{-as}F(s)}
{\displaystyle {\mathcal {L}}^{-1}\left\{e^{-as}F(s)\right\}=f(x-a)u(x-a)}
де {\displaystyle a>0}, {\displaystyle u(x)} — Функція Гевісайда.
- Інші властивості

Лінійність
{\displaystyle {\mathcal {L}}\left\{af(x)+bg(x)\right\}=aF(s)+bG(s)}
Множення на число
{\displaystyle {\mathcal {L}}\left\{f(ax)\right\}={\frac {1}{a}}F\left({\frac {s}{a}}\right)}

## Пряме і обернене перетворення Лапласа деяких функцій
| № | Функція                                                      | Часова область {\displaystyle x(t)={\mathcal {L}}^{-1}\left\{X(s)\right\}}       | Частотна область {\displaystyle X(s)={\mathcal {L}}\left\{x(t)\right\}}                                         | Область збіжності                              |
| --- | ------------------------------------------------------------ | -------------------------------------------------------------------------------- | --- | ---------------------------------------------- |
| 1 | ідеальне запізнення                                          | {\displaystyle \delta (t-\tau )\ }                                               | {\displaystyle e^{-\tau s}\ }                                                                                   |                                                |
| 1a | одиничний імпульс                                            | {\displaystyle \delta (t)\ }                                                     | {\displaystyle 1\ }                                                                                             | {\displaystyle \forall \ s\,}                  |
| 2 | запізнення n-го порядку з частотним зсувом                   | {\displaystyle {\frac {(t-\tau )^{n}}{n!}}e^{-\alpha (t-\tau )}\cdot u(t-\tau )} | {\displaystyle {\frac {e^{-\tau s}}{(s+\alpha )^{n+1}}}}                                                        | {\displaystyle s>0\,}                          |
| 2a | степенева n-го порядку                                       | {\displaystyle {t^{n} \over n!}\cdot u(t)}                                       | {\displaystyle {1 \over s^{n+1}}}                                                                               | {\displaystyle s>0\,}                          |
| 2a.1 | степенева q-го порядку                                       | {\displaystyle {t^{q} \over \Gamma (q+1)}\cdot u(t)}                             | {\displaystyle {1 \over s^{q+1}}}                                                                               | {\displaystyle s>0\,}                          |
| 2a.2 | одинична функція                                             | {\displaystyle u(t)\ }                                                           | {\displaystyle {1 \over s}}                                                                                     | {\displaystyle s>0\,}                          |
| 2b | одинична функція з запізненням                               | {\displaystyle u(t-\tau )\ }                                                     | {\displaystyle {e^{-\tau s} \over s}}                                                                           | {\displaystyle s>0\,}                          |
| 2c | «сходинка швидкості»                                         | {\displaystyle t\cdot u(t)\ }                                                    | {\displaystyle {\frac {1}{s^{2}}}}                                                                              | {\displaystyle s>0\,}                          |
| 2d | n-го порядку з частотним зсувом                              | {\displaystyle {\frac {t^{n}}{n!}}e^{-\alpha t}\cdot u(t)}                       | {\displaystyle {\frac {1}{(s+\alpha )^{n+1}}}}                                                                  | {\displaystyle s>-\alpha \,}                   |
| 2d.1 | експоненційне затухання                                      | {\displaystyle e^{-\alpha t}\cdot u(t)\ }                                        | {\displaystyle {1 \over s+\alpha }}                                                                             | {\displaystyle s>-\alpha \ }                   |
| 3 | експоненційне наближення                                     | {\displaystyle (1-e^{-\alpha t})\cdot u(t)\ }                                    | {\displaystyle {\frac {\alpha }{s(s+\alpha )}}}                                                                 | {\displaystyle s>0\ }                          |
| 4 | синус                                                        | {\displaystyle \sin(\omega t)\cdot u(t)\ }                                       | {\displaystyle {\omega \over s^{2}+\omega ^{2}}}                                                                | {\displaystyle s>0\ }                          |
| 5 | косинус                                                      | {\displaystyle \cos(\omega t)\cdot u(t)\ }                                       | {\displaystyle {s \over s^{2}+\omega ^{2}}}                                                                     | {\displaystyle s>0\ }                          |
| 6 | гіперболічний синус                                          | {\displaystyle \sinh(\alpha t)\cdot u(t)\ }                                      | {\displaystyle {\alpha \over s^{2}-\alpha ^{2}}}                                                                | {\displaystyle s>\|\alpha \|\ }                |
| 7 | гіперболічний косинус                                        | {\displaystyle \cosh(\alpha t)\cdot u(t)\ }                                      | {\displaystyle {s \over s^{2}-\alpha ^{2}}}                                                                     | {\displaystyle s>\|\alpha \|\ }                |
| 8 | експоненційно затухаючий синус                               | {\displaystyle e^{-\alpha t}\sin(\omega t)\cdot u(t)\ }                          | {\displaystyle {\omega \over (s+\alpha )^{2}+\omega ^{2}}}                                                      | {\displaystyle s>-\alpha \ }                   |
| 9 | експоненційно затухаючий косинус                             | {\displaystyle e^{-\alpha t}\cos(\omega t)\cdot u(t)\ }                          | {\displaystyle {s+\alpha \over (s+\alpha )^{2}+\omega ^{2}}}                                                    | {\displaystyle s>-\alpha \ }                   |
| 10 | корінь n-го порядку                                          | {\displaystyle {\sqrt[{n}]{t}}\cdot u(t)}                                        | {\displaystyle s^{-(n+1)/n}\cdot \Gamma \left(1+{\frac {1}{n}}\right)}                                          | {\displaystyle s>0\,}                          |
| 11 | натуральний логарифм                                         | {\displaystyle \ln \left({t \over t_{0}}\right)\cdot u(t)}                       | {\displaystyle -{t_{0} \over s}\ [\ \ln(t_{0}s)+\gamma \ ]}                                                     | {\displaystyle s>0\,}                          |
| 12 | функція Бесселя першого роду порядку n                       | {\displaystyle J_{n}(\omega t)\cdot u(t)}                                        | {\displaystyle {\frac {\omega ^{n}\left(s+{\sqrt {s^{2}+\omega ^{2}}}\right)^{-n}}{\sqrt {s^{2}+\omega ^{2}}}}} | {\displaystyle s>0\,} {\displaystyle (n>-1)\,} |
| 13 | модифікована функція Бесселя першого роду порядку n          | {\displaystyle I_{n}(\omega t)\cdot u(t)}                                        | {\displaystyle {\frac {\omega ^{n}\left(s+{\sqrt {s^{2}-\omega ^{2}}}\right)^{-n}}{\sqrt {s^{2}-\omega ^{2}}}}} | {\displaystyle s>\|\omega \|\,}                |
| 14 | функція Бесселя другого роду нульового порядку               | {\displaystyle Y_{0}(\alpha t)\cdot u(t)}                                        | |                                                |
| 15 | модифікована функція Бесселя другого роду, нульового порядку | {\displaystyle K_{0}(\alpha t)\cdot u(t)}                                        | |                                                |
| 16 | функція помилок                                              | {\displaystyle \mathrm {erf} (t)\cdot u(t)}                                      | {\displaystyle {e^{s^{2}/4}\operatorname {erfc} \left(s/2\right) \over s}}                                      | {\displaystyle s>0\,}                          |
| Примітки до таблиці: - {\displaystyle u(t)\,} — Функція Гевісайда. - {\displaystyle \delta (t)\,} — дельта-функція. - {\displaystyle \Gamma (z)\,} — гамма-функція. - {\displaystyle \gamma \,} — стала Ейлера — Маскероні. - {\displaystyle t\,}, — дійсна змінна. - {\displaystyle s\,} — комплексна змінна. - {\displaystyle \alpha \,}, {\displaystyle \beta \,}, {\displaystyle \tau \,} и {\displaystyle \omega \,} — дійсні числа. - {\displaystyle n\,} — ціле число. |                                                              |                                                                                  | |                                                |

## Застосування перетворення Лапласа
Перетворення Лапласа широко використовується в математиці, фізиці і техніці.
- Розв'язок систем диференціальних і інтегральних рівнянь — за допомогою перетворення Лапласа легко переходити від складних понять математичного аналізу до простіших алгебраїчних відношень.
- Розрахунок вихідних сигналів динамічних систем в теорії управління і обробці сигналів.
- Розрахунок електричних схем за допомогою операторного методу.
- Розв'язок нестаціонарних задач математичної фізики.

## Інтернет-ресурси
- Операційне числення. Перетворення Лапласа.